# Callimoxys gracilis
Callimoxys gracilis là một loài bọ cánh cứng trong họ Cerambycidae.